# Prolonging the Magic
Prolonging the Magic è il terzo album della band statunitense dei Cake.

## Tracce
1. Satan Is My Motor – 3:12
2. Mexico – 3:26
3. Never There – 2:44
4. Guitar – 3:40
5. You Turn the Screws – 4:13
6. Walk on By – 3:48
7. Sheep Go to Heaven – 4:44
8. When You Sleep – 3:58
9. Hem of Your Garment – 3:43
10. Alpha Beta Parking Lot – 3:30
11. Let Me Go – 3:56
12. Cool Blue Reason – 3:27
13. Where Would I Be? – 3:53